# FC Mynai
El FC Mynai (en ucraniano: Футбольний клуб «Минай») es un equipo de fútbol de Ucrania que juega en la Primera Liga de Ucrania, la segunda división de fútbol del país.

## Historia
Fue fundado en el año 2015 en la ciudad de Mynai del oblast de Zakarpatia y en sus primeros años fue un equipo de categoría aficionada.
En la temporada 2018/19 juega por primera vez a nivel profesional, logrando ese año el ascenso a la Primera Liga de Ucrania.
En la temporada 2019/20 es campeón de la Primera Liga de Ucrania y logra el ascenso a la Liga Premier de Ucrania por primera vez.

## Palmarés
- Primera Liga de Ucrania (1): 2020
- Segunda Liga de Ucrania (1): 2019
- Campeonato Aficionado de Ucrania (1): 2018
- Campeonato de Fútbol de Zakarpatia (1): 2017
- Copa de Zakarpatia (2): 2017, 2018[3]
- Supercopa de Zakarpatia (1): 2017

## Entrenadores
- 2015:  Viacheslav Pinkovskyi
- 2016:  Mykola Hibaliuk
- 2016:  Mykhailo Ivanytsia
- 2017:  Mykola Hibaliuk
- 2018–2019:  Ihor Kharkovshchenko
- 2019:  Kirill Kurenko
- 2019–presente:  Vasyl Kobin